# Axioma Ethica Odini
Axioma Ethica Odini jedanaesti je studijski album norveškog metal sastava Enslaved. Album je 27. rujna 2010. godine u Europi objavila diskografska kuća Indie Recordings te dan kasnije Nuclear Blast u Sjevernoj Americi.

## Pozadina
Nakon turneje s grupom Opeth 2009. godine sastav je počeo snimati album u studijima Duper Studios, Earshot Studios i Peersonal Sound. Album je miksao Jens Bogren u studiju Fascination Street. Grutle Kjellson, pjevač i basist skupine, izvorno je za album predložio ime Ethica Odini prema latinskome prijevodu naziva spjeva Hávamál, dok je Ivar Bjørnson, gitarist i glavni skladatelj, album želio nazvati Axioma; naposljetku su odlučili spojiti ta dva predložena naziva u jedan. Točna množina riječi na latinskom glasi Axiomae, ali je grupa odlučila ostaviti Axioma zato što im je naziv tako bolje zvučao.
Naslovnicu albuma naslikao je Truls Espedal, dugogodišnji dizajner naslovnica skupine; naslikao je naslovnicu svakog albuma sastava počevši od albuma Monumension, koji je bio objavljen 2001. godine.

## Popis pjesama
Glazba: Ivar Bjørnson.
| 1.    | »Ethica Odini« | Grutle Kjellson    | 7:59 |
| 2.    | »Raidho«       | Bjørnson           | 6:01 |
| 3.    | »Waruun«       | Bjørnson           | 6:42 |
| 4.    | »The Beacon«   | Kjellson           | 5:38 |
| 5.    | »Axioma«       | Bjørnson, Kjellson | 2:20 |
| 6.    | »Giants«       | Kjellson           | 6:37 |
| 7.    | »Singular«     | Bjørnson           | 7:43 |
| 8.    | »Night-Sight«  | Bjørnson           | 7:36 |
| 9.    | »Lightening«   | Kjellson           | 7:51 |
| 67:19 |                |                    |      |

## Recenzije
Album je kritički uglavnom bio dobro prihvaćen. Eduardo Rivadavia, glazbeni kritičar sa stranice AllMusic, albumu je dodijelio tri i pol od pet zvjezdica. U časopisu Metal Hammer album je izglasan kao album mjeseca listopada; Robert Müller, časopisni kritičar, dodijelio je albumu sedam od sedam bodova te je komentirao: "Nikada do sada nisam nakon slušanja samo dvije pjesme s albuma želio dodijeliti cjelokupnome albumu najvišu ocjenu. [...] Nikad prije niti jedna Enslavedova mješavina [glazbenih elemenata] na albumu nije zvučala tako eklektično a istovremeno i tako organski; niti jedan njihov album nije bio tako uspješan". Kao što je bio slučaj i s prethodna tri Enslavedova studijska albuma, album je osvojio nagradu Spellemann (tzv. norveški Grammy) u kategoriji najboljeg metal-albuma.

## Zasluge
| Enslaved - Ivar Bjørnson – ritam-gitara, prateći vokali, efekti, produkcija, inženjer zvuka - Grutle Kjellson – vokali, bas-gitara, produkcija - Ice Dale – glavna gitara, inženjer zvuka - Herbrand Larsen – čisti vokali, klavijature, inženjer zvuka - Cato Bekkevold – bubnjevi | Ostalo osoblje - Iver Sandoy – dodatna produkcija bubnjeva, inženjer zvuka - Jens Bogren – miksanje - Truls Espedal – naslovnica - Mirjam O. Vikingstad – fotografija - Chris Sansom – mastering |